# Сапогова, Елена Евгеньевна
Еле́на Евге́ньевна Сапого́ва (род. 30 октября 1958, Владивосток, СССР) — советский и российский психолог. Доктор психологических наук (1995), профессор (1997). Почётный работник высшего профессионального образования РФ (2003). Профессор кафедры психологии образования Института педагогики и психологии МПГУ (с 2015 по настоящее время), заведующая кафедрой психологии Тульского государственного университета (1997—2015).

## Биография
Окончила факультет психологии МГУ имени М. В. Ломоносова в 1982 году, аспирантуру НИИ ОПП АПН СССР в 1985 году, докторантуру ПИ РАО в 1994 году.
В 1982—1994 гг. после окончания университета работала в Тульском государственном педагогическом институте им. Л. Н. Толстого и Тульском политехническом институте, обучалась в аспирантуре НИИ ОПП АПН СССР и НИИ ДВ АПН СССР.
В 1985 году защитила кандидатскую диссертацию на тему «Психологические особенности переходного периода в развитии детей 6-7-летнего возраста» (19.00.07, научный руководитель — В. В. Давыдов).
В 1995 году защитила докторскую диссертацию на тему «Развитие знаково-символической деятельности у детей дошкольного возраста» (19.00.07). 
В 1995—1997 гг. работала на кафедре психологии Тульского государственного педагогического университета им. Л. Н. Толстого.
В 1995 г. присвоено звание доцента, а затем профессора по кафедре психологии (1997).
С 1997 по 2015 г. была заведующей кафедрой психологии Тульского государственного университета. С 2015 г. работает в МПГУ: сначала в должности профессора кафедры психологии развития, с 2017 г. — в должности профессора кафедры психологии образования. С 2015 г. работает в должности профессора кафедры общей психологии и кафедры возрастной и семейной психологии Московского института психоанализа.

## Научная деятельность
Сфера научных интересов: экзистенциальная психология, нарративная психология, психология личности, психология сознания, психологическая антропология, психосемиотика, психогерменевтика.
В научных исследованиях 1982—1995 гг. развивала психосемиотическое направление в психологии, предусматривающее исследование фундаментальных свойств сознания и фиксации концептов субъективного опыта в контексте культурного социогенеза. Разработала модель становления знаково-символической функции сознания и развития воображения, обеспечивающую структурирование современных знаний о функционировании системообразующих компонентов индивидуальной семиосферы в контексте культурного социогенеза субъекта. Разработала  структурно-герменевтическую концепцию знаково-символической деятельности сознания как системного образовании, включающего три иерархически организованных уровня — замещение, моделирование, умственное экспериментирование, — позволяющих моделировать во внутреннем плане сознания объективную и субъективную реальность, упорядочивать и преобразовывать в рамках семиосферы объективный мир, конструировать идеализированную квазипредметность как систему концептов индивидуального опыта («образ мира» и образ «Я» субъекта) по существенным признакам  и творчески оперировать в ней знаковыми моделями разного уровня, создавая фрагменты новой онтологии. Является автором монографии «Ребёнок и знак. Психологический анализ знаково-символической деятельности дошкольника» (1992) и внедрённой в практику дошкольного образования развивающей программы «Азбука воображения» (1993).
В работах 1995—2000 гг. разработала базовую модель культурного социогенеза и становления семиосферы современного субъекта, описала параметры микрокультурного пространства семьи, создающие системные связи между внутрисемейными нарративными традициями и формированием «Я» развивающегося субъекта. Разработала понятия личностной мифологемы, индивидуальной субличностной мифологии («легенд о себе»), процессов самопроектирования и жизнетворчества. Экспериментально исследовала ряд концептов, выстраивающих индивидуальную семиосферу, а также разработала модель гипертекстового  индивидуального пространства субъекта.
Исследованиями 1997—2005 гг. внесла существенный вклад в развитие современных знаний о становлении профессиональной ментальности психолога и фундаментальных парадигмах обучения профессиональной психологии на основе разрабатываемой ею в последние годы социокультурной психологии. Является автором цикла из 20 статей о компонентах психологической ментальности, системообразующих ориентирах организации высшего психологического образования, базовых парадигмах обучения психологическим дисциплинам, а также консультативных дискурсов и проблемы понимания в психологическом консультировании. На базе выделенных паттернов профессиональной ментальности психолога разработала идеи социокультурного сопровождения и интеграции учебных дисциплин при обучении психологии, внедренных в практику обучения профессиональных психологов в Тульском государственном университете. На основе авторских идей опубликованы популярные учебные пособия «Психология развития человека», «Задачи по общей психологии», «Культурный социогенез и мир детства», «Консультативная психология», «Практикум по консультативной психологии», выдержавших два переиздания.
В 2005—2018 гг. в фокусе исследовательской работы оказались индивидуальные нарративы субъекта, психология частной жизни субъекта, анализ модусов существования и экзистенциальных логик жизни взрослого субъекта, психологические проблемы лиминальных и кризисных периодов в жизни взрослого человека. Является автором диагностических методик «Модусы жизни», «Экзистенциальные логики жизни» и известных монографий «Экзистенциальная психология взрослости» (2013), «Семантика личной жизни: экзистенциально-нарративный анализ автобиографических историй» (2012), «Территория взрослости: горизонты саморазвития во взрослом возрасте» (2015), «Лабиринты автобиографии: экзистенциально-нарративный анализ личных историй» (2017).
Практически реализовала межвузовское интеграционное взаимодействие исследователей в области социокультурной, экзистенциальной и нарративной психологии в рамках организации и проведения семи научно-практических конференций и научных семинаров.
В настоящее время развивает авторское экзистенциально-нарративное направление в психологии, связанное с исследованием биографического и экзистенциального опыта личности, становлением субъективной онтологии, механизмов трансляции микрокультуры и становлением индивидуальной субкультуры личности, личностных тезаурусов.
Является автором более 350 научных работ, в числе которых монографии: 
● «Лабиринты автобиографии: экзистенциально-нарративный анализ личных историй» (2017),
● «Территория взрослости: горизонты саморазвития во взрослом возрасте» (2016),
● «Экзистенциально-нарративный подход в исследовании личности и ее жизненного пути» (2015),
● «Семантика личной жизни: экзистенциально-нарративный анализ автобиографических историй» (2014),
● «Экзистенциальная психология взрослости» (2013),
● «Лиминальность: опыт экзистенциально-психологической интерпретации» (2010),
● «Ребенок и знак: Психологический анализ знаково-символической деятельности дошкольника» (1993),
● «Шестилетний ребёнок: вопросы и ответы» (1992).
Под руководством Е. Е. Сапоговой защищено 9 кандидатских диссертаций и 2 докторские диссертации.
Член редакционной коллегии научных журналов «Вестник Пермского государственного университета. Философия. Психология. Социология», «Вестник гуманитарного образования» ("Вестник Вятского государственного университета"). Финалист (2021) и победитель (2023) конкурса "Золотая Психея".

## Преподавательская деятельность
Е. Е. Сапогова читает ряд учебных дисциплин для бакалавриата психологических направлений и специальностей:
- «Психология развития, возрастная психология» («Детская и возрастная психология»),
- «Консультативная психология»,
- «Этническая психология»,
- «Психолингвистика, психосемиотика, психогерменевтика»,
- «Основы практического психоанализа»,
- «Культурный социогенез и мир детства»,
- «Ребенок в структуре семейных отношений»,
- «Психология личности»,
- «Психология развития личности в зрелом возрасте»,
- «Геронтопсихология»,
- «Акмеология»,
- «Развитие ребенка раннего возраста».

Магистерские авторские спецкурсы
- «Экзистенциальная психология взрослости»,
- «Биографический анализ в возрастной психологии»,
- «Теория и практика возрастно-психологического консультирования»,
- «Кризисы жизни и их преодоление»,
- «Психологический анализ жизненного пути личности»,
- «Нарративная психология и психотерапия»,
- «Возрастно-психологический подход в консультировании»,
- «Проективные методы в психологическом консультировании»,
- «Консультирование в образовании»,
- «Научно-исследовательская практика»,
- «Методологический семинар»,

Е. Е. Сапогова — автор популярных учебных пособий, выдержавших ряд переизданий: 
- «Научно-педагогическая практика в магистратуре» (2012),
- «Практикум по консультативной психологии» (2010, 2019-2020),
- «Консультативная психология» (2008, 2019),
- «Культурный социогенез и мир детства. Лекции по историографии и культурной истории детства» (2004),
- «Сто игр для больших и маленьких: игры для развития воображения дошкольников» (2002),
- «Психология развития человека» (2001, 2005, 2019),
- «Задачи по общей психологии» (2001),
- «Психология развития: ретроспективы и перспективы становления человека» (2000),
- «1001 задача по психологии» (части I—IV, 1999),
- «Азбука воображения» (1995).